# X Librae
X Librae är en pulserande variabel av Mira Ceti-typ (M) i stjärnbilden Vågen. 
Stjärnan varierar mellan visuell magnitud +10 och 14,5 med en period av 164,38 dygn.